# شعب بوزي
قبيلة بوزي أو باودي (Bauzi أو Baudi) هي مجموعة من الناس يعيشون في الجزء الشمالي الأوسط من مقاطعة بابوا الإندونيسية (المعروفة سابقًا باسم إيريان جايا ).

## الموقع
تتكون منطقة بوزي من جزء كبير من الجانب الغربي من منطقة نهر مامبيرامو السفلي في شمال بابوا. كان شعب البوزي يعيش على الصيد والتجمع في الغابة. رغم أن شعب البوزي كان تاريخيًا مجموعة بشرية روحانية، إلا أنهم الآن يشكلون 65% من المسيحيين.
حاليا لم تعد الحرب والصراعات القبلية تشكل جزء كبير من ثقافة باوزي في الغالب، ويتحدث جميع شعب باوزي نفس اللغة. في السنوات الأخيرة، قام علماء اللغويات بدراسة اللغة وترجمة الأدبيات المختلفة، بما في ذلك الكتاب المقدس، إلى لغة الباوزي.